# Tadeusz Rydzewski
Tadeusz Rydzewski, ps. Czupurny (ur. 8 marca 1925 w Jeziorku koło Łomży, zm. 19 października 2022 w Pszczynie) – polski hodowca roślin uprawnych, żołnierz Armii Krajowej, więzień KL Stutthof
W młodości był harcerzem. W czasie II wojny światowej dom Rydzewskich w Jeziorku był lokalną bazą Armii Krajowej. Tadeusz, jego matka i rodzeństwo zostali aresztowani przez Gestapo w Łomży 24 sierpnia 1943. Rydzewski został 3 grudnia 1943 wywieziony z miejscowego więzienia do KL Stutthof. Udało mu się uciec z trasy ewakuacji lądowej obozu w styczniu 1945 (tzw. marszu śmierci). Był absolwentem Państwowej Wyższej Szkoły Gospodarstwa Wiejskiego w Cieszynie. W 1952 ukończył studia na Wydziale Rolniczym Uniwersytetu Jagiellońskiego. Do 1955 pracował w Wyższej Szkole Rolniczej w Olsztynie starszy asystent w Katedrze Uprawy Łąk i Pastwisk, następnie do 1970 - w Stacji Hodowli Roślin w Modzurowie koło Raciborza jako główny hodowca. W latach 1970–1986 zajmował stanowisko głównego hodowcy w Zakładzie Doświadczalnym Hodowli i Aklimatyzacji Roślin w Strzelcach, w latach 1986-1990 - zastępcy dyrektora ds. hodowli roślin oddziału Instytutu Hodowli i Aklimatyzacji Roślin w Strzelcach koło Kutna. W obydwu tych instytucjach pracował wraz z żoną Olgą z Gryczów. Jako emeryt prowadził Śląskie Centrum Trawy w Pszczynie, zajmujące się m.in. projektowaniem ogrodów oraz tworzeniem mieszanek trawy.
Był autorem lub współautorem takich odmian roślin uprawnych jak bobik - Ton i SK Titus, burak pastewny – Goliat poli, Tytan Poli, Cyklop Poli, rekord Poli, jęczmień jary – Klimek, Polo, Rodos, Atol, owies – Modzurowski, Płatek, Góral, Karol, Santor, Bug, German, Dukat, Kwant, Sławko, Akt (nagi), Cacko, pszenica jara – Alfa, pszenica ozima – Modra, Jawa, Sakwa, Elena, Symfonia, Zyta, Soraya, Sukces, Tonacja, Nutka. Jawa była pierwszą polską odmianą pszenicy ozimej, która wydała z hektara plon wyższy niż 10 ton. Alfa przez 10 lat była jedyną polską odmianą pszenicy jarej.
Tadeusz Rydzewski został odznaczony Krzyżem Kawalerskim Orderu Odrodzenia Polski, Złotym Krzyżem Zasługi, Krzyżem Oświęcimskim oraz Medalem "Zasłużony dla Rolnictwa". Nadzorował powstanie kompleksu inwestycji w Strzelcach. Otrzymał nagrodę Ministra Rolnictwa II stopnia oraz dwukrotnie złoty medal Polagry (w 1997 i 1999).
Zginął w wypadku na przejeździe kolejowo-drogowym w Pszczynie.